# Sparx Animation Studios
Pour les articles homonymes, voir Sparx.
Sparx Animation Studios, aussi simplement appelé Sparx, stylisé Sparx*, est un studio franco-vietnamien d'art 3D, d'effets spéciaux et d'animation, qui compte environ 400 artistes, animateurs et experts techniques. Les bureaux français ont fermé en 2008, tandis que les bureaux américains et vietnamiens ont fermé en 2010. Depuis 2011, Sparx* fait partie du groupe Virtuos, l'un des plus grands développeurs de jeux vidéo au monde. Le studio rouvert ses portes à Hô Chi Minh-Ville en 2011.
Depuis plus de deux décennies, le studio, basé à Hô Chi Minh-Ville, travaille avec différents éditeurs de divertissement numérique dans les industries du film et du jeu, et a également contribué à des jeux vidéo AAA, des films hollywoodiens et des séries télévisées à travers le monde.

## Histoire
Sparx* était auparavant connu sous le nom de Sparx* Animation Studios. Fondée en 1995 et ouverte en 2002 par un groupe de passionnés d'infographie menés par Jean-Christophe Bernard, Guillaume Hellouin et Fabrice Giger, Sparx* s'est d'abord fait connaître en coproduisant des séries télévisées qui ont été diffusées dans de nombreux pays sur les cinq continents. En 2002, Manuel Le Hir, l'un des fondateurs de Sparx* Vietnam et Guillaume Marien, fondateur d'une agence web nommée Comà Venir, se joignent au rang de Sparx*.
Le studio s'est fait connaître à l'époque en coproduisant Rolie Polie Olie avec Nelvana et Disney Channel, qui a remporté un Daytime Emmy Award et un autre Prix Gemini dans la catégorie Programme d'animation exceptionnel de classe spéciale. La société a aussi produit le film Igor, entièrement animé par ordinateur, avec John Cusack et Molly Shannon, sorti le 19 septembre 2008.
Sparx* ferme temporairement son bureau français en 2008,,, et ses bureaux américain et vietnamien en 2010. En septembre 2011, les actifs et l'équipe principale de Sparx* Vietnam sont rachetés et rouverts par Virtuos Holdings Pte. Ltd, l'une des plus grandes sociétés de production vidéoludiques dont le siège se trouve à Singapour, et qui possède des studios à Shanghai, Chengdu, Xi'an, Paris, Dublin, Montréal et Los Angeles, ainsi que des bureaux à Montréal, Vancouver, San Francisco, Séoul et Tokyo.
Depuis 2019, Sparx* fournit des services à des sociétés de jeux vidéo dans le monde entier. Le studio a également contribué à certaines franchises cinématographiques d'Hollywood.

## Distinctions
En 2021, Sparx* est récompensé dans la catégorie meilleures sociétés avec lesquelles travailler en Asie